# Associazione Sportiva Simmenthal-Monza 1959-1960
Questa pagina raccoglie le informazioni riguardanti l'Associazione Sportiva Simmenthal-Monza nelle competizioni ufficiali della stagione 1959-1960.

## Stagione
Nella stagione 1959-1960 il Simmenthal Monza disputa il campionato di Serie B, un torneo con 20 squadre che prevede tre promozioni in Serie A e tre retrocessioni in Serie C. Con 33 punti in classifica il Monza si piazza in terz'ultima posizione con il Taranto ed il Venezia. Per ottenere la salvezza deve giocare gli spareggi che vince con il Venezia e pareggia con il Taranto, mantenendo la categoria. Salgono in Serie A il Torino, il Lecco ed il Catania, scendono in C il Cagliari, il Modena ed il Taranto.
La squadra brianzola si affida per questa stagione all'allenatore Attilio Kossovel coadiuvato da Manlio Cipolla. Dopo tre stagioni in biancorosso se ne va all'Alessandria Carlo Tagnin, prima di approdare all'Inter di Herrera, dal Forlì arriva l'attaccante Giuseppe Gagliardi a sostituire Giovanni Brenna passato all'Ascoli, dal Vigevano rientra Giordano Mattavelli. Lento l'inizio del torneo, la prima vittoria arriva alla settima giornata (2-1) al Parma, poi una sterzata che porta i biancorossi in una posizione tranquilla di classifica, ai primi di maggio la classifica sorride ancora, poi però arrivano cinque sconfitte di fila, le ultime gare del torneo, che costringono il Monza agli spareggi salvezza. La vittoria (2-0) sul Venezia, ed il pareggio (0-0) con il Taranto fanno tirare un sospiro di sollievo. Miglior realizzatore stagionale Giuseppe Gagliardi con 9 reti.

## Rosa
| N. |                   | Ruolo | Calciatore           |
| -- | ----------------- | ----- | -------------------- |
|    | Italia (bandiera) | D     | Pietro Adorni        |
|    | Italia (bandiera) | D     | Giovanni Bacis       |
|    | Italia (bandiera) | C     | Renato Belloni       |
|    | Italia (bandiera) | A     | Enrico Brambilla     |
|    | Italia (bandiera) | A     | Giovanni Brenna      |
|    | Italia (bandiera) | P     | Ademaro Breviglieri  |
|    | Italia (bandiera) | A     | Italo Carminati (II) |
|    | Italia (bandiera) | A     | Franco Carminati (I) |
|    | Italia (bandiera) | D     | Francesco Copreni    |
|    | Italia (bandiera) | C     | Pietro Dalio         |
|    | Italia (bandiera) | A     | Bruno Dazzi          |
|    | Italia (bandiera) | A     | Achille Fraschini    |

| N. |                   | Ruolo | Calciatore          |
| -- | ----------------- | ----- | ------------------- |
|    | Italia (bandiera) | C     | Sergio Frascoli     |
|    | Italia (bandiera) | A     | Giuseppe Gagliardi  |
|    | Italia (bandiera) | D     | Romano Grassi       |
|    | Italia (bandiera) | C     | Enrico Larini       |
|    | Italia (bandiera) | A     | Santino Maestri     |
|    | Italia (bandiera) | C     | Sergio Magni        |
|    | Italia (bandiera) | A     | Giordano Mattavelli |
|    | Italia (bandiera) | D     | Giuseppe Patrucco   |
|    | Italia (bandiera) | A     | Luciano Redegalli   |
|    | Italia (bandiera) | C     | Giovanni Riva       |
|    | Italia (bandiera) | C     | Gastone Tellini     |
|    | Italia (bandiera) | A     | Carlo Volpi         |

## Risultati

### Serie B

#### Girone di andata
| Arbitro: | Righetti (Torino) |

|  |           |              |
|  | Marcatori | 21’ Temellin |

| Arbitro: | Politano (Cuneo) |

|             |           |                  |
| Bagnoli 28’ | Marcatori | 45’ Carminati II |

| Arbitro: | Angelini (Firenze) |

|                  |           |             |
| Carminati II 18’ | Marcatori | 82’ Virgili |

| Arbitro: | Parisi (Messina) |

|             |           |                |
| Tomeazzi 7’ | Marcatori | 74’ Mattavelli |

| Arbitro: | Gay (Asti) |

|               |           |                        |
| Carminati 46’ | Marcatori | 27’ Fontanot 57’ Nyers |

| Arbitro: | Rastrelli (Firenze) |

|                                     |           |               |
| Magistrelli 53’ Auber 59’, 68’, 82’ | Marcatori | 79’ Gagliardi |

| Arbitro: | Samani (Trieste) |

|                           |           |                |
| Copreni 17’ Gagliardi 70’ | Marcatori | 12’ Menichelli |

| Arbitro: | Di Tonno (Lecce) |

|              |           |               |
| Calegari 67’ | Marcatori | 26’ Fraschini |

| Arbitro: | Francescon (Padova) |

|                  |           |            |
| Carminati II 86’ | Marcatori | 29’ Buzzin |

| Arbitro: | Ascari (Carpi) |

|                                            |           |             |
| Gagliardi 10’ Redegalli 20’ Mattavelli 90’ | Marcatori | 78’ Brugola |

| Arbitro: | Samani (Trieste) |

|  |           |               |
|  | Marcatori | 61’ Redegalli |

| Arbitro: | Butti (Como) |

|                |           |               |
| Uzzecchini 84’ | Marcatori | 56’ Fraschini |

| Arbitro: | Ferrari (Milano) |

|                          |           |             |
| Fraschini 40’ Larini 67’ | Marcatori | 35’ Lorenzi |

| Arbitro: | Di Tonno (Lecce) |

|          |           |  |
| Tasso 2’ | Marcatori |  |

| Monza 3 gennaio 1960 15ª giornata | Simmenthal-Monza    | 0 – 0 | Catanzaro | Stadio Città di Monza\| Arbitro: \| Rastrelli (Firenze) \| |
| Arbitro:                          | Rastrelli (Firenze) |       |           |                                                            |

| Arbitro: | Borasio (Alessandria) |

|                                 |           |               |
| Dell'Omodarme 80’ Governato 84’ | Marcatori | 57’ Gagliardi |

| Arbitro: | Samani (Trieste) |

|                         |           |               |
| Colomban 17’ Falchi 21’ | Marcatori | 76’ Gagliardi |

| Arbitro: | Parisi (Messina) |

|                                               |           |  |
| Gagliardi 22’ Mattavelli 46’ Carminati II 72’ | Marcatori |  |

| Arbitro: | Capodagli (Ravenna) |

|                                                |           |              |
| Redegalli 19’, 72’ Brambilla 57’ Gagliardi 62’ | Marcatori | 83’ Biagioli |

#### Girone di ritorno
| Arbitro: | Sebastio (Taranto) |

|                   |           |                    |
| Novali 53’ (rig.) | Marcatori | 11’, 45’ Fraschini |

| Arbitro: | Ascari (Carpi) |

|                                  |           |  |
| Gagliardi 34’ Maestri 68’ (rig.) | Marcatori |  |

| Arbitro: | De Robbio (Torre Annunziata) |

|             |           |  |
| Mazzero 58’ | Marcatori |  |

| Arbitro: | Sebastio (Taranto) |

|               |           |             |
| Brambilla 54’ | Marcatori | 58’ Ponzoni |

| Arbitro: | Cariani (Roma) |

|                                    |           |  |
| Nyers 28’ Fontanot 51’ Savioni 74’ | Marcatori |  |

| Arbitro: | Annoscia (Bari) |

|            |           |            |
| Larini 46’ | Marcatori | 34’ Secchi |

| Parma 20 marzo 1960 26ª giornata | Parma             | 0 – 0 | Simmenthal-Monza | Stadio Ennio Tardini\| Arbitro: \| Molinari (Genova) \| |
| Arbitro:                         | Molinari (Genova) |       |                  |                                                         |

| Arbitro: | De Robbio (Torre Annunziata) |

|                                           |           |             |
| Volpi 16’ Redegalli 20’ Larini 68’ (rig.) | Marcatori | 29’ Orlando |

| Arbitro: | Rastrelli (Firenze) |

|             |           |                |
| Biagini 66’ | Marcatori | 16’ Mattavelli |

| Arbitro: | Borasio (Alessandria) |

|                                                             |           |          |
| Landoni 25’ Alicata 30’, 37’, 80’ Melonari 33’ Barbieri 63’ | Marcatori | 14’ Riva |

| Arbitro: | Di Tonno (Lecce) |

|           |           |                     |
| Volpi 25’ | Marcatori | 61’ Baira 87’ Cella |

| Arbitro: | Ascari (Carpi) |

|                    |           |                |
| Redegalli 28’, 31’ | Marcatori | 13’ Uzzecchini |

| Arbitro: | Sebastio (Taranto) |

|               |           |  |
| Marchetto 26’ | Marcatori |  |

| Arbitro: | Cariani (Roma) |

|                             |           |  |
| Gagliardi 13’ Redegalli 30’ | Marcatori |  |

| Arbitro: | Ascari (Carpi) |

|                                    |           |  |
| Lucentini 3’ Ghersetich 88’ (rig.) | Marcatori |  |

| Arbitro: | Stanzione (Salerno) |

|                                  |           |                                                                   |
| Larini 36’ (rig.) Mattavelli 63’ | Marcatori | 19’ Campagnoli 33’ Stefanini I 52’ Stefanini II 85’ Dell'Omodarme |

| Arbitro: | Cataldo (Reggio Calabria) |

|                                  |           |                                 |
| Mattavelli 57’ Larini 82’ (rig.) | Marcatori | 31’ Congiu 67’ Crovi 77’ Meanti |

| Arbitro: | Annoscia (Bari) |

|            |           |  |
| Deotto 73’ | Marcatori |  |

| Arbitro: | Angelini (Firenze) |

|                          |           |               |
| Fiorindi 9’ Biagioli 70’ | Marcatori | 23’ Fraschini |

### Spareggi salvezza
| Arbitro: | Bonetto (Torino) |

|  |           |                                  |
|  | Marcatori | 57’ Mattavelli 75’ (rig.) Larini |

| Firenze 16 giugno 1960 Spareggio | Simmenthal-Monza | 0 – 0 | Taranto | Stadio Comunale\| Arbitro: \| Jonni (Macerata) \| |
| Arbitro:                         | Jonni (Macerata) |       |         |                                                   |

### Coppa Italia
| Arbitro: | De Marchi (Pordenone) |

|  |           |            |
|  | Marcatori | 70’ Filini |

## Statistiche

### Statistiche di squadra
| Competizione | Punti | In casa | In casa | In casa | In casa | In casa | In casa | In trasferta | In trasferta | In trasferta | In trasferta | In trasferta | In trasferta | Totale | Totale | Totale | Totale | Totale | Totale | DR |
| Competizione | Punti | G       | V       | N       | P       | Gf      | Gs      | G            | V            | N            | P            | Gf           | Gs           | G      | V      | N      | P      | Gf     | Gs     | DR |
| ------------ | ----- | ------- | ------- | ------- | ------- | ------- | ------- | ------------ | ------------ | ------------ | ------------ | ------------ | ------------ | ------ | ------ | ------ | ------ | ------ | ------ | -- |
| Serie B      | 33    | 19      | 9       | 5       | 5       | 33      | 22      | 19           | 2            | 6            | 11           | 13           | 31           | 38     | 11     | 11     | 16     | 46     | 53     | -7 |
| Coppa Italia |       | 1       | 0       | 0       | 1       | 0       | 1       | -            | -            | -            | -            | -            | -            | 1      | 0      | 0      | 1      | 0      | 1      | -1 |
| Totale       |       | 20      | 9       | 5       | 6       | 33      | 23      | 19           | 2            | 6            | 11           | 13           | 31           | 39     | 11     | 11     | 17     | 46     | 54     | -8 |

### Statistiche dei giocatori
| Giocatore      | Serie B  | Serie B | Coppa Italia | Coppa Italia | Totale   | Totale |
| Giocatore      | Presenze | Reti    | Presenze     | Reti         | Presenze | Reti   |
| -------------- | -------- | ------- | ------------ | ------------ | -------- | ------ |
| P. Adorni      | 24       | 0       | -            | -            | 24       | 0      |
| G. Bacis       | 3        | 0       | -            | -            | 3        | 0      |
| R. Belloni     | 10       | 0       | -            | -            | 10       | 0      |
| E. Brambilla   | 7        | 2       | 1            | 0            | 8        | 2      |
| G. Brenna      | 1        | 0       | -            | -            | 1        | 0      |
| A. Breviglieri | 38       | -53     | -            | -            | 38       | -53    |
| F. Carminati   | 14       | 0       | -            | -            | 14       | 0      |
| I. Carminati   | 32       | 5       | 1            | 0            | 33       | 5      |
| F. Copreni     | 33       | 1       | 1            | 0            | 34       | 1      |
| Covacich       | -        | -       | 1            | -1           | 1        | -1     |
| P. Dalio       | 19       | 0       | 1            | 0            | 20       | 0      |
| B. Dazzi       | 1        | 0       | -            | -            | 1        | 0      |
| A. Fraschini   | 36       | 6       | 1            | 0            | 37       | 6      |
| S. Frascoli    | 26       | 0       | 1            | 0            | 27       | 0      |
| G. Gagliardi   | 29       | 9       | 1            | 0            | 30       | 9      |
| R. Grassi      | 17       | 0       | 1            | 0            | 18       | 0      |
| E. Larini      | 18       | 5       | -            | -            | 18       | 5      |
| S. Maestri     | 15       | 1       | -            | -            | 15       | 1      |
| S. Magni       | 5        | 0       | -            | -            | 5        | 0      |
| G. Mattavelli  | 35       | 6       | 1            | 0            | 36       | 6      |
| G. Patrucco    | 1        | 0       | -            | -            | 1        | 0      |
| L. Redegalli   | 26       | 8       | -            | -            | 26       | 8      |
| G. Riva        | 12       | 1       | -            | -            | 12       | 1      |
| G. Tellini     | 7        | 0       | 1            | 0            | 8        | 0      |
| C. Volpi       | 9        | 2       | -            | -            | 9        | 2      |